# Anos 70: Imagens duma Década
Anos 70: Imagens duma Década foi uma série documental, exibido na RTP2, sobre os acontecimentos que marcaram a década de 1970.

## Episódios
| Título      | Dia                     | Refs.                |
| ----------- | ----------------------- | -------------------- |
| Episódio 1  | 30 de janeiro de 1980   | [ 2 ] [ 3 ]          |
| Episódio 2  | 6 de fevereiro de 1980  | [ 4 ] [ 5 ] [ 6 ]    |
| Episódio 3  | 13 de fevereiro de 1980 | [ 7 ] [ 8 ]          |
| Episódio 4  | 20 de fevereiro de 1980 | [ 9 ] [ 10 ] [ 11 ]  |
| Episódio 5  | 27 de fevereiro de 1980 | [ 12 ] [ 13 ] [ 14 ] |
| Episódio 6  | 5 de março de 1980      | [ 15 ] [ 16 ] [ 17 ] |
| Episódio 7  | 12 de março de 1980     | [ 18 ] [ 19 ] [ 20 ] |
| Episódio 8  | 19 de março de 1980     | [ 21 ] [ 22 ] [ 23 ] |
| Episódio 9  | 26 de março de 1980     | [ 24 ] [ 25 ] [ 26 ] |
| Episódio 10 | 2 de abril de 1980      | [ 27 ] [ 28 ] [ 29 ] |